# 1800年美国总统选举康涅狄格州选情
1800年美国总统选举于1800年10月31日至12月3日期间举行，在此次选举中康涅狄格州的9位选举人由州议会指派，再由他们投出总统及副总统。尽管亚当斯获得了该州全部9张选举人票，但在全国范围内输给了托马斯·杰斐逊。